# Бастроп (Луїзіана)
Бастроп (англ. Bastrop) — місто (англ. city) в США, в окрузі Моргаус штату Луїзіана. Населення — 9691 особа (2020).

## Географія
Бастроп розташований за координатами 32°46′30″ пн. ш. 91°54′21″ зх. д. / 32.77500° пн. ш. 91.90583° зх. д. (32.774960, -91.905750).  За даними Бюро перепису населення США в 2010 році місто мало площу 23,05 км², уся площа — суходіл.

## Демографія
Згідно з переписом 2010 року, у місті мешкало 11 365 осіб у 4281 домогосподарстві у складі 2883 родин. Густота населення становила 493 особи/км².  Було 4857 помешкань (211/км²).
Расовий склад населення:
| - 72,5 % — чорних або афроамериканців - 25,7 % — білих - 0,4 % — азіатів - 0,1 % — корінних американців |

До двох чи більше рас належало 1,1 %. Частка іспаномовних становила 0,8 % від усіх жителів.
За віковим діапазоном населення розподілялося таким чином: 28,6 % — особи молодші 18 років, 58,5 % — особи у віці 18—64 років, 12,9 % — особи у віці 65 років та старші. Медіана віку мешканця становила 33,8 року. На 100 осіб жіночої статі у місті припадало 83,5 чоловіків;  на 100 жінок у віці від 18 років та старших — 78,9 чоловіків також старших 18 років.
Середній дохід на одне домашнє господарство  становив 29 723 долари США (медіана — 19 712), а середній дохід на одну сім'ю — 35 995 доларів (медіана — 23 918). Медіана доходів становила 26 053 долари для чоловіків та 20 394 долари для жінок. За межею бідності перебувало 42,3 % осіб, у тому числі 59,5 % дітей у віці до 18 років та 29,7 % осіб у віці 65 років та старших.
Цивільне працевлаштоване населення становило 3758 осіб. Основні галузі зайнятості: освіта, охорона здоров'я та соціальна допомога — 30,3 %, виробництво — 14,0 %, мистецтво, розваги та відпочинок — 11,1 %, роздрібна торгівля — 9,5 %.